# Shannonomyia (Shannonomyia) torus
Shannonomyia (Shannonomyia) torus is een tweevleugelige uit de familie steltmuggen (Limoniidae). De soort komt voor in het Neotropisch gebied.